# Тяпкін Максим Володимирович
Максим Володимирович Тяпкін (нар. 5 січня 2001, Пушкарівка, Верхньодніпровський район, Дніпропетровська область, Україна) — український футболіст, правий вінґер.

## Життєпис
Народився в селі Пушкарівка Верхньодніпровського району. Вихованець дніпропетровських клубів «Інтер» та «Дніпро», за які з 2014 по 2018 рік виступав у ДЮФЛУ. Напередодні старту сезону 2018/19 років переведений до першої команди «Дніпра». В аматорському чемпіонаті України зіграв 13 матчів та відзначився 2-ма голами. Учасник програного (0:1) півфінального поєдинку аматорського кубку України проти «Вовчанська». На початку серпня 2019 року перебрався до «Дніпра-1», де виступав за молодіжну команду клубу.
У липні 2021 року відправився в оренду до «Нікополя». У футболці «городян» дебютував 25 липня 2021 року в нічийному (2:2) домашньому поєдинку 1-го туру групи «Б» Другої ліги України проти зорянських «Балкан». Максим вийшов на поле на 77-й хвилині замість Микити Фоміна. Першим голом за «Нікополь» відзначився 14 серпня 2021 року на 82-й хвилині переможного (4:2) виїзного поєдинку 4-го туру групи «Б» Другої ліги України проти одеського «Реал Фарма». Тяпкін вийшов на поле на 70-й хвилині замість Микити Рогуліна. У сезоні 2021/22 років зіграв 20 матчів (3 голи) у Другій лізі та 2 поєдинки в кубку України. Наприкінці червня 2022 року повернувся до «Дніпра-1», але за команду більше не грав.
У середині серпня 2022 року вільним агентом перебрався до ЛНЗ. У футболці черкаського клубу дебютував 9 вересня 2022 року в переможному (2:0) домашньому поєдинку 3-го туру групи Б Першої ліги України проти кременчуцького «Кременя». Максим вийшов на поле на 89-й хвилині замість Івана Тищенка. У першій частині сезону 2022/23 років виходив на поле у 6-ти матчах Першої ліги, здебільшого — з лави запасних. На початку січня 2023 року вільним агентом залишив клуб. Наприкінці березня 2023 року підсилив «Ниву». У футболці тернопільського клубу дебютував 8 квітня 2023 року в програному (1:2) домашньому поєдинку 1-го туру чемпіонського раунду Першої ліги України проти свого колишнього клубу, черкаського ЛНЗ. Тяпкін вийшов на поле на 69-й хвилині замість Андрія Бея. У другій половині сезону 2022/23 років зіграв 7 матчів у Першій лізі України, в усіх випадках з'являвся на полі з лави запасних.
19 липня 2023 року підписав контракт з «Агробізнесом».